# Enrico Brignola
Enrico Brignola (Caserta, 8 de julio de 1999) es un futbolista italiano que juega en la demarcación de extremo para la Ternana Calcio de la Serie C.

## Biografía
Empezó a formarse como futbolista en las filas inferiores del Benevento Calcio y de la A. S. Roma, hasta que finalmente en 2016 subió al primer equipo del Benevento, con el que hizo su debut como futbolista el 17 de septiembre de 2016 en un encuentro de la Serie B contra el Latina Calcio 1932. En la siguiente temporada, ya en la Serie A, jugó su primer partido el 3 de diciembre de 2017 contra el A. C. Milan.
El 2 de agosto de 2018 se marchó traspasado a la U. S. Sassuolo Calcio por tres millones y medio de euros. El 2 de septiembre de 2019 fue cedido al A. S. Livorno Calcio. Un año después se marchó, también prestado, a la S. P. A. L. y en febrero de 2021 acumuló una tercera cesión al Frosinone Calcio. La cuarta fue el 31 de agosto y le permitió volver al Benevento Calcio. Este último lo adquirió en propiedad y lo prestó al Cosenza Calcio para la temporada 2022-23. Esta la terminó en la U. S. Catanzaro 1929 que tenía la obligación de comprarlo en caso de ascender a la Serie B. Siguió otro medio año en este equipo y en febrero de 2025 se unió a la Ternana Calcio.

## Clubes
| Club                          | País   | Año       | Partidos | Goles |
| ----------------------------- | ------ | --------- | -------- | ----- |
| Benevento Calcio              | Italia | 2016-2018 | 20       | 3     |
| U. S. Sassuolo Calcio         | Italia | 2018-2019 | 9        | 1     |
| A. S. Livorno Calcio (cedido) | Italia | 2019-2020 | 4        | 0     |
| S. P. A. L. (cedido)          | Italia | 2020-2021 | 13       | 1     |
| Frosinone Calcio (cedido)     | Italia | 2021      | 7        | 1     |
| Benevento Calcio (cedido)     | Italia | 2021-2022 | 24       | 0     |
| Cosenza Calcio (cedido)       | Italia | 2022-2023 | 21       | 2     |
| U. S. Catanzaro 1929          | Italia | 2023-2025 | 43       | 5     |
| Ternana Calcio                | Italia | 2025-     | 7        | 0     |

## Palmarés

### Títulos nacionales
| Título  | Club                 | País   | Año  |
| ------- | -------------------- | ------ | ---- |
| Serie C | U. S. Catanzaro 1929 | Italia | 2023 |